# 綾若真生
綾若 真生（あやわか まさお、1909年11月20日 - 1989年11月10日）は、青森県南津軽郡（現在の黒石市）出身で出羽海部屋に所属した大相撲力士。本名は高橋 勝雄（たかはし かつお）。最高位は西前頭5枚目（1940年1月場所）。現役時代の体格は身長170cm、体重82kg。得意手は右四つ、下手投げ、捻り、足癖、とったり。

## 来歴
農家に生まれ、幼少時から力が強く米2俵を両手に担ぎ近在の評判になったという。同じ津軽出身の綾櫻を慕って上京、出羽海部屋に入門して1925年1月場所に綾櫻に因んだ「綾若」の四股名で初土俵を踏んだ。綾櫻や大ノ里らの指導を受け、入門から5年後の1930年5月場所で十両に昇進した。
しかし東十両11枚目で迎えた1932年1月に春秋園事件が起こった。綾若は綾櫻に従って相撲協会を脱退した。天竜・大ノ里が率いる大日本相撲連盟（1933年から関西角力協会）にいたが1年もたたずに離れて協会に帰参、1933年1月場所に十両格別席で復帰した（この時の別席番付では「綾若完三郎」の名で最後尾に載っている）。復帰後4場所目の1934年5月場所に入幕を果たした。
小兵軽量だが筋肉質の体型で、右を差して食い下がってから投げや捻り、足技やとったりなど多彩な技を繰り出し、常に土俵狭しと動き回る取り口で人気があった。十両に2度陥落したが主に幕内中位で相撲を取り、1941年1月場所4日目には日の出の勢いだった関脇照國（のち38代横綱）をうっちゃりで破った。柔らかく腰が重い、しかも相撲巧者の照國をうっちゃって見せたことからその技量はなかなかのものだったとされている。
1942年5月場所、西前頭20枚目張出で7勝8敗と負け越したのを取り納めとして引退、協会には残らず廃業した。その後は東京都杉並区で接骨院を営むかたわら自彊術を教えていた。また、新宿区で季節料理店「綾若」も経営した。出羽海部屋OBで構成する「友愛会」には毎年のように顔を出し続けたという。

## 主な成績
- 通算成績：221勝177敗25休 勝率.555
- 幕内成績：89勝96敗14休 勝率.481
- 現役在位：45場所
- 幕内在位：15場所
- 各段優勝
  - 幕下優勝：1回（1930年1月場所）
  - 三段目優勝：1回（1927年3月場所）

### 場所別成績
| 1925年 （大正14年） | （前相撲）          | x                       | 西序ノ口18枚目 3–3          | x                  |
| 1926年 （大正15年） | 西序二段46枚目 5–1  | x                       | 西序二段16枚目 4–2          | x                  |
| 1927年 （昭和2年） | 西三段目36枚目 4–2  | 西三段目36枚目 優勝 6–0 | 東三段目21枚目 4–2          | 西幕下35枚目 3–3   |
| 1928年 （昭和3年） | 西三段目4枚目 2–4   | 西幕下27枚目 6–0        | 西三段目12枚目 3–3          | 西三段目12枚目 4–2 |
| 1929年 （昭和4年） | 東幕下21枚目 2–4    | 東幕下21枚目 5–1        | 東幕下11枚目 3–3            | 東幕下11枚目 5–1   |
| 1930年 （昭和5年） | 西幕下筆頭 優勝 6–0 | 西幕下筆頭 4–1          | 西十両5枚目 5–6             | 西十両5枚目 9–2    |
| 1931年 （昭和6年） | 西十両筆頭 3–8      | 西十両筆頭 5–6          | 西十両4枚目 6–5             | 西十両4枚目 0–0–11 |
| 1932年 （昭和7年） | 東十両11枚目 –      | x                       | x                           | x                  |
| 1933年 （昭和8年） | 十両 6–5            | x                       | 東十両12枚目 7–4            | x                  |
| 1934年 （昭和9年） | 西十両3枚目 7–4     | x                       | 西前頭13枚目 6–5            | x                  |
| 1935年 （昭和10年） | 西前頭12枚目 4–7    | x                       | 東前頭16枚目 2–4–5          | x                  |
| 1936年 （昭和11年） | 東十両5枚目 8–3     | x                       | 東前頭16枚目 6–5            | x                  |
| 1937年 （昭和12年） | 西前頭9枚目 4–7     | x                       | 西前頭14枚目 5–8            | x                  |
| 1938年 （昭和13年） | 東十両筆頭 7–6      | x                       | 東前頭17枚目 7–6            | x                  |
| 1939年 （昭和14年） | 東前頭10枚目 8–5    | x                       | 西前頭6枚目 8–7             | x                  |
| 1940年 （昭和15年） | 西前頭5枚目 4–11    | x                       | 西前頭11枚目 11–4           | x                  |
| 1941年 （昭和16年） | 東前頭8枚目 6–9     | x                       | 東前頭12枚目 3–3–9          | x                  |
| 1942年 （昭和17年） | 西前頭21枚目 8–7    | x                       | 西張出前頭20枚目 引退 7–8–0 | x                  |
| 各欄の数字は、「勝ち-負け-休場」を示す。 優勝 引退 休場 十両 幕下 三賞：敢=敢闘賞、殊=殊勲賞、技=技能賞 その他：★=金星 番付階級：幕内 - 十両 - 幕下 - 三段目 - 序二段 - 序ノ口 幕内序列：横綱 - 大関 - 関脇 - 小結 - 前頭（「#数字」は各位内の序列） |                     |                         |                             |                    |

### 幕内対戦成績
| 青葉山   | 3 | 2    | 旭川     | 3 | 2 | 綾錦     | 1 | 0 | 射水川 | 2 | 1 |  |  |  |
| 大潮     | 3 | 3    | 大浪     | 6 | 4 | 大ノ森   | 0 | 1 | 大八洲 | 4 | 0 |  |  |  |
| 小戸ヶ岩 | 1 | 2    | 海光山   | 1 | 1 | 加古川   | 1 | 0 | 桂川   | 4 | 4 |  |  |  |
| 金湊     | 4 | 3    | 神風     | 0 | 1 | 清美川   | 2 | 2 | 錦華山 | 1 | 0 |  |  |  |
| 九ヶ錦   | 1 | 2    | 源氏山   | 1 | 1 | 古賀ノ浦 | 1 | 0 | 小嶋川 | 1 | 1 |  |  |  |
| 小松山   | 2 | 2(1) | 佐賀ノ花 | 0 | 3 | 佐渡ヶ嶋 | 0 | 1 | 鯱ノ里 | 4 | 1 |  |  |  |
| 高登     | 2 | 2    | 寳川     | 1 | 0 | 太刀若   | 1 | 2 | 楯甲   | 2 | 4 |  |  |  |
| 玉ノ海   | 0 | 2    | 太郎山   | 1 | 0 | 筑波嶺   | 1 | 3 | 鶴ヶ嶺 | 3 | 1 |  |  |  |
| 照國     | 1 | 2    | 輝昇     | 0 | 1 | 土州山   | 5 | 0 | 冨ノ山 | 1 | 2 |  |  |  |
| 巴潟     | 4 | 4    | 名寄岩   | 0 | 3 | 錦谷     | 1 | 0 | 羽黒山 | 0 | 3 |  |  |  |
| 幡瀬川   | 2 | 3    | 磐石     | 1 | 4 | 番神山   | 1 | 2 | 備州山 | 1 | 1 |  |  |  |
| 藤ノ川   | 1 | 0    | 二瀬川   | 0 | 1 | 双葉山   | 0 | 2 | 双見山 | 1 | 1 |  |  |  |
| 前田山   | 0 | 1    | 松前山   | 1 | 0 | 松浦潟   | 0 | 1 | 三熊山 | 0 | 1 |  |  |  |
| 若潮     | 0 | 3    | 若瀬川   | 0 | 1 | 若浪     | 1 | 0 | 若港   | 3 | 3 |  |  |  |

## 改名歴
- 綾若 永木（あやわか えいき）1925年3月場所 - 1929年9月場所
- 綾若 勝雄（あやわか かつお）1930年1月場所 - 1935年1月場所
- 綾若 真男（あやわか まさお）1935年5月場所
- 綾若 勝雄（あやわか かつお）1936年1月場所
- 綾若 真男（あやわか まさお）1936年5月場所 - 1939年1月場所
- 綾若 真生（あやわか まさお）1939年5月場所 - 1942年5月場所